# Выход США из Парижского соглашения
Выход США из Парижского соглашения был оглашён 1 июня 2017 года (в первый раз). В этот день 45-й президент Соединённых Штатов Америки Дональд Трамп заявил, что США прекращают участие в нём, добавив, что страна «открыта для переговоров». Во время президентской кампании Трамп обещал отказаться от соглашения, заявив, что выход поможет американским компаниям и работникам, особенно в добыче полезных ископаемых. Трамп также отметил, что выход из соглашения соответствует выбранной политике «Америка прежде всего».
В соответствии со статьёй 28 Парижского соглашения, скорейший выход США из соглашения по климату не может быть произведён раньше 4 ноября 2020 года, то есть через четыре года после вступления соглашения в силу на территории США (по странному совпадению на следующий день после Президентских выборов 3 ноября 2020 года). До выхода из договора США обязаны были выполнять свои обязательства, включая передачу отчётов о вредных выбросах для Организации Объединённых Наций.
Несмотря на поддержку некоторых членов Республиканской партии США, выход США из соглашения по климату вызвал критику со стороны мирового сообщества, религиозных организаций, американского бизнеса, политических деятелей, экологов, учёных и граждан Соединённых Штатов как внутри страны, так и за рубежом.
Вскоре после объявления Трамп, губернаторы Калифорнии, Нью-Йорка и Вашингтона основали Американский климатический альянс (АКА), с целью продолжить выполнение обязательств, несмотря на выход страны из соглашения; похожие соображения высказывают и другие губернаторы американских штатов, мэры некоторых городов и бизнесмены. Были созданы петиции с требованием к губернаторам штатов вступить в АКА, либо вновь вернуться в Парижское соглашение.
Джо Байден, противник Трампа на президентских выборах в США в 2020 году, пообещал, что в случае своего избрания вновь присоединится к Парижскому соглашению в первый же день своего пребывания в должности. 20 января 2021 года, в день своей инаугурации, 46-й Президент США Джо Байден подписал указ о возвращении США в список стран-участниц Парижского соглашения. Указ вступил в силу 19 февраля 2021 года.
20 января 2025 года, в первый день своего второго президентства, 47-й Президент США Дональд Трамп подписал указ о выходе США из Парижского соглашения.

## Предыстория

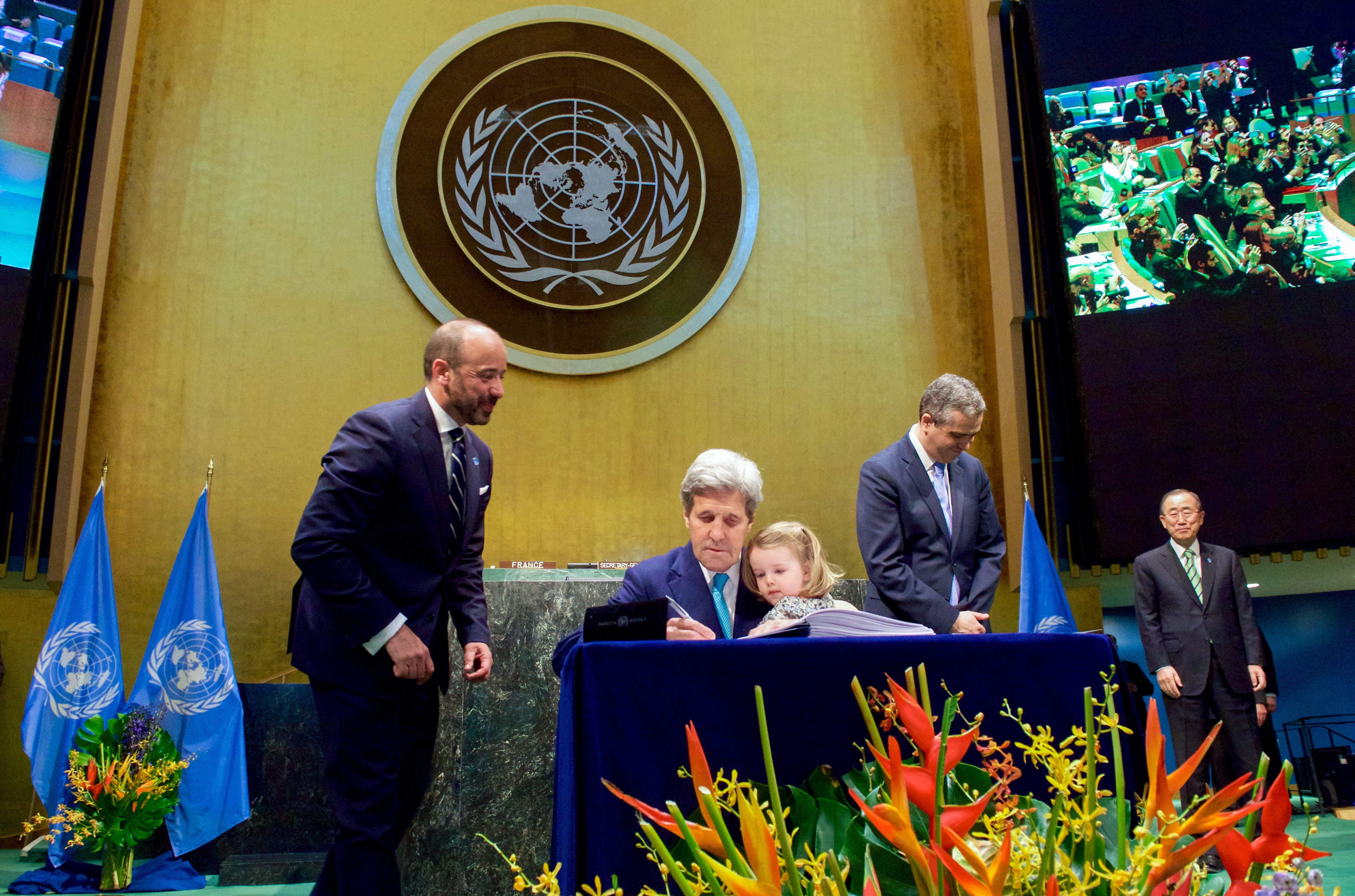
Подписание государственным секретарём Соединённых Штатов Америки Джоном Керри Парижского соглашения в День Земли, 2016 год.

Круговая диаграмма выбросов углекислого газа по странам в 2014 году, данные.

Парижское соглашение является дополнением к Рамочной конвенции Организации Объединённых Наций об изменении климата (РКИК ООН), которая была подписана всеми 195 странами, что присутствовали на тот момент на Конференции по климату в Париже в декабре 2015 года, в том числе США под руководством Барака Обамы. Из-за того, что в списке стран по эмиссии CO2 Китай и США занимают первое и второе место соответственно, поддержка Обамы и хорошие китайско-американские отношения рассматривались в качестве основных факторов, которые должны были способствовать раннему успеху конвенции.
Основной целью соглашения является «сдерживание глобальной средней температуры на уровне ниже 2 °C от доиндустриального уровня», в основном за счёт сокращения выбросов парниковых газов. Президент США Барак Обама обязал перевести на счёт Зелёного климатического фонда три миллиарда долларов.
8 ноября 2016 года, через четыре дня после вступления соглашения в силу, президентом США был избран Дональд Трамп, кандидат от Республиканской партии. Трамп, как и многие консервативные республиканцы, критикует идею о влиянии человека на изменение климата; в 2012 году он написал, что концепция глобального потепления была создана в Китае, с целью ослабить американскую конкурентоспособность. Во время своей президентской кампании он обещал «оживить» угольную промышленность, которая, по его мнению, сдерживается экологическими нормами. Утверждалось, что благодаря этому он получил важную поддержку от так называемых колеблющихся штатов.

Штаты, 22 сенатора-республиканца которых написали открытое письмо президенту США Дональду Трампу, с призывом выйти из соглашения, по состоянию на 25 мая 2017 года. (Бледно-красный — один сенатор, красный — оба сенатора)

В апреле 2017 года группа из двадцати депутатов Европейского парламента от правой партии «Альтернатива для Германии», партии независимости Соединённого Королевства и других партий направили письмо к Трампу, призвав его выйти из Парижского соглашения. 25 мая 22 сенатора-республиканца, в том числе и лидер большинства Сената Митч Макконнелл, отправили письмо с таким же призывом. Письмо было подготовлено сенатором Джоном Баррассо, председателем Сенатского Комитета по окружающей среде и общественным работам и сенатором Джимом Инхофом. Большинство подписавших сенаторов были избраны в штатах, экономика которых связана с сжиганием ископаемого топлива (угля, нефти и газа); Чуть ранее группа из 40 сенаторов-демократов направили Трампу письмо с призывом не выводить США из соглашения, написав, что «вывод вызовет падение американского авторитета и влияния на мировой арене».
В Кабинете США были как сторонники, так и противники выхода страны из соглашения: министр энергетики Рик Перри, государственный секретарь Рекс Тиллерсон, экономический советник Гэри Кон и старший советник президента Джаред Кушнер не хотели выхода США из соглашения, в то время как советник Белого дома Стив Бэннон, консул Белого дома Дон Макган, и Администратор Агентства по охране окружающей среды Скотт Прюитт выступали за выход США из Парижского соглашения.
В ходе саммита G7 в конце мая 2017 года Трамп был единственным из членов Большой семёрки, кто не подтвердил приверженность к Парижскому соглашению. Канцлер Германии Ангела Меркель выразила обеспокоенность по поводу отказа Трампа от сотрудничества по смягчению последствий изменения климата, заявив, что это решение может навредить американо-германским отношениям. В коммюнике, опубликованном по итогам саммита, было заявлено, что Соединённые Штаты «не в состоянии присоединиться к консенсусу» других стран G7 по вопросам политики в отношении изменения климата и Парижского соглашения.

## Объявление
В телевизионном обращении из розового сада Белого дома от 1 июня 2017 года Трамп заявил: «Для того, чтобы выполнить мой священный долг, чтобы защитить Соединённые Штаты и американских граждан, я должен отказаться от участия в Парижском климатическом соглашении», добавив, что Парижские соглашения очень несправедливы по отношению к США на самом высоком уровне. Он отметил, что реализация этих соглашений будет стоить США три триллиона долларов и 6,5 миллионов потерянных рабочих мест. Также он добавил, что соглашения могут подорвать экономику государства, подрезать наших сотрудников и «эффективно обезглавить нашу угольную промышленность». Трамп сказал, что он открыт для пересмотра соглашения или переговоров, однако европейские лидеры и руководители ООН заявили, что соглашения не могут быть пересмотрены по требованию одного государства. Также Трамп раскритиковал Зелёный климатический фонд, назвав его «схемой для перераспределения богатства от богатых к бедным странам».
Белый дом уточнил, что Трамп прекратил реализацию сокращения выбросов углекислого газа, начатую Бараком Обамой, а также, что процедура выхода будет осуществляться в соответствии с требованиями соглашения.
Американские газеты The Washington Post и The New York Times отметили многочисленные ошибки, среди которых утверждение Трампа, что США по Парижскому соглашению получила запрет на постройку угольных электростанций; что разница в 0,2 градуса по Цельсию является незначительной по меркам климатологии; что американские взносы в Зелёный климатический фонд были выплачены из американского оборонного бюджета; что, по прогнозам, американцы находятся на пути к тому, чтобы стать самым «чистым» народом на Земле.
В последнее время Трамп не высказывался по вопросу изменения климата, однако во время кампании он часто заявлял, что глобальное потепление является мистификацией. В ответ на вопросы по поводу того, полагает ли Трамп, что деятельность человека способствует изменению климата, пресс-секретарь Белого дома Шон Спайсер и администратор АОС Скотт Прюитт заявили, что они не знают, о чём думает американский президент. 3 июня 2017 года постоянный представитель США при ООН Никки Хейли заявила, что Трамп не верит в изменение климата.

## Эффект
Соединённые Штаты присоединяются к двум другим государствам, не участвующим в Парижском соглашении: Сирии и Никарагуа. Никарагуа отказалась подписать соглашение, сославшись на то, что экологические требования были не достаточно жёсткими, в то время как Сирия не смогла подписать соглашение из-за продолжающейся Гражданской войны.

### Потенциальное воздействие
Немецкая автомобильная промышленность выразила озабоченность по поводу своей способности оставаться конкурентоспособной после решения США о выходе из соглашения.

## Реакция

### Учёные и экологи
Пирс Форстер, директор Лидского университета, назвал произошедшее «печальным днём для доказательной политики». Климатолог Дейв Рей из Университета Эдинбурга заявил, что Соединённые Штаты будут сожалеть об этом дне. Председатель Университетской корпорации атмосферных исследований Антонио Бусалаччи заявил, что увеличение выбросов парниковых газов представляет собой серьёзную угрозу для нашего общества, бизнеса и военных.
Канадский учёный и активист-эколог Дэвид Судзуки заявил, что Трамп только что упустил лучшую сделку из всех, что когда-либо видела планета. Навроз Дубаш из Центра политических исследований в Нью-Дели выразил недоумение, поскольку выход США из Парижского соглашения повлечёт за собой снижение стоимости возобновляемых источников энергии и усложнит получение инвестиций для разработки месторождений полезных ископаемых.
Экологические группы Клуб Сьерра и Совет обороны природных ресурсов осудили решение Трампа. Американский эколог и писатель Билл Мак-Киббен, основатель экологической организации 350.org, назвал этот шаг «самым глупым и безрассудным решением США после начала войны в Ираке». Мак-Киббен отметил, что решение Трампа ознаменовало поражение дипломатии и науки.

### Внутриполитическая реакция

#### Республиканцы
Республиканцы дали противоречивую оценку решению Трампа. Лидер большинства в Сенате Митч Макконнелл и спикер Палаты представителей США Пол Райан заявили, что это решение есть победа американского среднего класса и шахтёров страны. Генеральный прокурор Техаса Кен Пэкстон отметил мужественность в решении президента. Тем не менее, сенатор-республиканец от штата Мэн Сьюзан Коллинз раскритиковала решение американского президента. Бывший губернатор Калифорнии Арнольд Шварценеггер обнародовал видеообращение, в котором заявил, что отказ Трампа от дальнейшего участия в Парижском соглашении это шаг назад.

#### Демократы
Бывший президент США Билл Клинтон написал: «Выход из Парижского соглашения является ошибкой. Изменение климата действительно происходит. Мы обязаны защищать наше будущее и создавать больше рабочих мест». Бывший вице-президент США Джо Байден заявил, что этот шаг ставит под угрозу безопасность страны.
Президент Дональд Трамп в своём сообщении заявил: «Я был избран, чтобы представлять людей Питтсбурга, а не Парижа». Действующий мэр Питтсбурга Билл Педуто, немедленно написал в Twitter, что 80 % избирателей от его округа на последних президентских выборах поддержали Хиллари Клинтон. Кроме того, Педуто заявил: «Как мэр Питтсбурга, я могу заверить вас, что мы будем продолжать следовать рекомендациям Парижского соглашения ради нашего народа, нашей экономики и нашего будущего». Сенатор-демократ Чак Шумер также осудил решение Трампа.

#### Штаты США
На выход США из Парижского соглашения немедленно отреагировали губернаторы Калифорнии, Нью-Йорка и Вашингтона, основав Американский климатический альянс, поддерживающий Парижское соглашение в пределах границ штатов-членов АКА.
Три штата-основателя АКА составили 20,5 % от общей численности американского населения и 24,7 % от общего ВВП страны, по состоянию на 2016 год. Однако три этих штата в общей сложности выбрасывают только 11,1 % от общего числа выбросов углекислого газа в стране.
К вечеру 1 июня 2017 года Колорадо, Коннектикут, Гавайи, Орегон, Массачусетс, Род-Айленд, Вермонт и Вирджиния объявили о своём намерении присоединиться к членам АКА. Губернаторы других штатов также выразили заинтересованность в продолжении соблюдения условий соглашения.

### Международная реакция
- Африканский союз — Совместное заявление Африканского союза подтвердило приверженность 55 африканских государств к Парижскому соглашению[62].
- Аргентина — Президент страны Маурисио Макри был глубоко разочарован решением США, выразив поддержку Парижскому соглашению[63].
- Австралия — Премьер-министр Малкольм Тернбулл заявил, что был разочарован решением США выйти из соглашения, отметив, что Австралия предпочла бы, чтобы США оставались частью договора[64].
- Бельгия — Премьер-министр Бельгии Шарль Мишель назвал решение «жестоким актом»[65].
- Бразилия — Федеральное министерство иностранных дел и окружающей среды опубликовали совместное заявление, в котором заявили о разочаровании американским решением[66].
- Канада — Премьер-министр Джастин Трюдо сказал, что он был глубоко разочарован и Канада непоколебима в борьбе с изменением климата и поддерживает чистый экономический рост. «Канада будет продолжать работать с США на государственном уровне и попытается достучаться до федерального правительства США, чтобы обсудить этот вопрос, имеющий чрезвычайно важное значение для всего человечества»[67].
- Китай — Премьер Государственного Совета КНР Ли Кэцян подтвердил приверженность Китая к Парижским соглашениям[68].
- Колумбия — Президент Колумбии Хуан Мануэль Сантос заявил, что выход США из соглашения «ставит существование мира и человечества под угрозу»[69]. Министр окружающей среды и устойчивого развития Жилберту Луис Мурильо заявил, что был опечален решением Трампа, поскольку оно затруднило реализацию цели Парижских соглашений[70].
- Хорватия — Министерство охраны окружающей среды и энергетики Хорватии заявило, что Парижское соглашение станет большим вызовом[71].
- Дания — Премьер-министр Дании Ларс Лёкке Расмуссен назвал день выхода США из Парижских соглашений «печальным днём для всего мира».
- Эстония — Премьер-министр Эстонии Юри Ратас подтвердил приверженность своей страны к соглашению.
- Европейский союз — Европейская комиссия выразила глубокое сожаление по поводу американского выхода из соглашений[72].
- Фиджи — Президент страны Фрэнк Мбаинимарама назвал прискорбным «потерю американского лидерства в мире»[73].
- Финляндия — Премьер-министр Юха Сипиля заявил, что Трамп должен показать качества лидера и для всех участников Парижского соглашения необходимо участие США[74]. В то же время министр окружающей среды страны Киммо Тииликайнен отметил, что США никогда не были такими ничтожными и что мир не нуждается в лидерстве Дональда Трампа[75].
- Франция — В телефонном разговоре с Трампом президент Франции Эмманюэль Макрон не обсуждал вопрос участия США в Парижском соглашении[76][77]. В телевизионном выступлении Макрон подтвердил своё приглашение американским учёным, которые занимаются изучением изменения климата и возобновляемых источников энергии, завершив своё выступление: «Сделаем нашу планету снова прекрасной»[78]. До выхода США бывший французский президент Николя Саркози призвал к повышению тарифов на весь американский экспорт в Европу, если Трамп действительно выведет США из Парижского соглашения[79]. Лидер Национального фронта Марин Ле Пен высоко оценила стремление Трампа сдержать свои предвыборные обещания, заявив в месте с этим, что она опечалена решением Трампа[80].
- Германия — Ангела Меркель подвергла решение Трампа резкой критике[81][82].
- Венгрия — Премьер-министр Венгрии Виктор Орбан заявил, что он был шокирован решением Трампа[83].
- Исландия— Правительство Исландии осудило выход США из соглашения[84].
- Ирландия — Пресс-секретарь по окружающей среде Шинн Фейн Брайан Стэнли глубоко разочарован выходом США. Бывший президент Ирландии Мэри Робинсон назвала шаг Трампа «действительно шокирующим»[85].
- Индия — Нарендра Моди вновь подтвердил приверженность Индии к соглашениям, пообещав перевыполнить планы[86][87].
- Израиль — Министр энергетики Израиля Юваль Штайниц раскритиковал решение Трампа[88].
- Италия — Паоло Джентилони выразил сожаление по поводу выхода США из Парижских соглашений[89].
- Япония — В заявлении МИД Японии сказано, что поступок Трампа «достоин сожаления» и «Япония считает, что руководство развитых стран имеет огромное значение, а стабильное выполнение Парижского соглашения имеет решающее значение. в этой связи»[90]. Министр окружающей среды заявил, что он был сильно разочарован и как министр, и как человек, а выход из Парижского соглашения является попыткой отвернуться от мудрости человеческой расы[91].
- Латвия — Министерство охраны окружающей среды и Министерство регионального развития опубликовали заявление, подтверждающее приверженность Латвии к Парижскому соглашению, отметив, что решение Трампа может оказать негативное воздействие решение на инвестиции в экологически чистую энергию в развивающихся странах[92].
- Мальдивы — Министр окружающей среды Торик Ибрагим, выступая от имени Альянса малых островных государств (АОСИС), осудил действия Трампа[93].
- Маршалловы острова — Президент страны Хильда Хайн также осудила шаг Трампа .
- Мексика — Президент Мексики Энрике Пенья Ньето подтвердил безоговорочную поддержку Парижского соглашения.
- Марокко — Президент Марокко Салахеддин Мезуар выразил глубокое разочарование, отметив, что коллективные усилия по борьбе с изменением климата будет продолжаться[94].
- Новая Зеландия — Премьер-министр страны Бил Инглиш заявил, что он обсудит решение Трампа с Рексом Тиллерсоном в ходе предстоящего визита американского госсекретаря в Новую Зеландию.
- Нидерланды — Министр иностранных дел Нидерландов Берт Кондерс окрестил решение Трампа кардинальной ошибкой, которая нанесёт ущерб гражданам всего мира, в том числе гражданам Соединённых Штатов"[95].
- Норвегия — Правительство Норвегии осудило решение Трампа .
- Польша — Заместитель министра энергетики Гжегош Тобишовский поддержал Трампа.
- Португалия — Президент Марсело Ребело де Соуза заявил: «Изменение климата является проблемой, и отрицать её существование по политическим причинам не значит убрать её»; он также подтвердил, что Европа должна оставаться лидером борьбы с изменением климата, «лидером справедливого и реального» дела[96]. Во время своего визита в начальную школу, премьер-министр страны Антониу Кошта заявил: «Позор, что президент Трамп не посетил эту школу и не знает, что эти дети уже знают… Что у нас есть только одна планета, и что наш главный долг —сохранить её для будущих поколений»[97].
- Россия — Официальный представитель Кремля Дмитрий Песков, незадолго до объявления Трампа о выходе, подтвердил поддержку Россией Парижского соглашения. Уже после выхода США из соглашения, отвечая на вопрос СМИ об отношении России к поступку Трампа, Путин в частности заявил: «Don’t worry, be happy»[98][99].
- Южная Африка — Правительство Южной Африки выразило глубокое сожаление в связи с решением Соединённых Штатов Америки отказаться от Парижского договора[100].
- Южная Корея — МИД Южной Кореи с сожалением воспринял решение президента США[101].
- Швеция — Министр иностранных дел Маргот Валльстрём осудил решение Дональда Трампа вывести США из соглашения.
- Турция — Мехмет Эмин Бирпинар выразил надежду, что другие страны не последуют примеру американского президента и подтвердил приверженность Турции, несмотря на несправедливый характер соглашения[102].
- Тувалу — Премьер-министр Энеле Сопоага заявил, что США «отказались» от них[103].
- ООН — Генеральный секретарь ООН Антониу Гутерреш назвал решение Трампа главным разочарованием[104].
- Великобритания — Премьер-министр Тереза Мэй выразила разочарование в ходе телефонного разговора с Трампом и подтвердила приверженность Великобритании к соглашению. В прямом эфире она сказала: «Я говорила с Дональдом Трампом и сказала ему, что Великобритания верит в Парижское соглашение»[105].
- Ватикан — Епископ Ватикана Марсело Санчес Сорондо, канцлером папской Академии наук, назвал выход США из соглашения огромным плевком в лицо всему миру[106].
- Замбия — Министр развития водоснабжения, санитарии и охраны окружающей среды Замбии Ллойд Казийя назвал выход США из соглашения серьёзной трагедией для развивающихся стран[107].

### Бизнес и промышленность
Американская коалиция за чистый уголь и электроэнергию и Peabody Energy, крупнейшие производители угля в США приветствовали решение Трампа, заявив, что результатом станет снижение цен на энергоносители и повышение надёжности поставок.
В день выхода США из соглашения 25 компаний разместили на всю страницу открытое письмо президенту США в
The New York Times и The Wall Street Journal, с призывом сохранить участие США в Парижском соглашении. Это компании:
- Adobe
- Apple
- Blue Cross Blue Shield
- Danfoss
- Dignity Health
- Facebook
- Gap
- Google
- The Hartford
- Hewlett Packard Enterprise
- Ingersoll Rand
- Intel
- Johnson Controls
- Levi Strauss & Co.
- Mars
- Microsoft
- Morgan Stanley
- National Grid
- PG&E
- Royal DSM
- Salesforce.com
- Schneider Electric
- Tiffany & Co.
- Unilever
- VF

После объявления Трампа компании ExxonMobil, Chevron, Shell и General Motors подтвердили свою поддержку Парижскому соглашению и мерам по борьбе с изменением климата.
Майкл Блумберг обязался перевести 15 миллионов долларов исполнительному секретариату Рамочной конвенции ООН, объяснив своё решение: «Американцы будут чтить и исполнять Парижское соглашение и Вашингтон не сможет нас остановить». Вскоре после объявления Трампа, тридцать мэров городов, три губернатора штатов, более восьмидесяти ректоров вузов и руководители более чем сотни предприятий выразили поддержку Блумбергу и начали переговоры с Организацией Объединённых Наций, чтобы представить план по ограничению американских выбросов в соответствии с руководящими принципами Парижского соглашения.
Генеральный директор Goldman Sachs Ллойд Бланкфейн охарактеризовал решение Трампа как «удар по окружающей среде и лидерству США в мире». Генеральный директор General Electric Джеффри Иммельт сказал, что изменение климата действительно возможно.
Генеральный директор Google Сундар Пичаи, президент Microsoft Брэд Смит, генеральный директор Apple Тим Кук, Facebook Марк Цукерберг, и General Electric Джеффри Иммельт — осудили решение Трампа. Глава корпорации Microsoft Сатья Наделла сказал, что Microsoft считает, что «изменение климата является насущной проблемой».

#### Заявления об уходе из консультативных органов при президенте в знак протеста
Два бизнесмена ушли в отставку с постов членов Президентского форума по стратегии и политике в знак протеста против выхода США из соглашения. Илон Маск, генеральный директор компаний Tesla и SpaceX, подал в отставку с постов в двух президентских консультативных советах. Маск заявил: «Изменение климата реально. Покидать „Париж“ не хорошо как для Америки, так и для всего мира».
Роберт Айгер, генеральный директор компании Walt Disney, также подал в отставку, заявив: «В принципе, я вышел из президентского Совета из-за Парижского соглашения».

### Общественное мнение США
Парижское соглашение — популярная тема среди американцев. Национальный опрос Чикагского Совета по глобальным вопросам, проведённый в июне 2016 года обнаружил, что 71 % американцев выступает за сохранение участия США в Парижском соглашении. Аналогичный опрос в ноябре 2016 года, проведённый Йельским университетом по изменению климата показал, что 69 % американских избирателей проголосовали за сохранение США в Парижском соглашении, в то время как за выход выступали только 13 %. Решение Трампа о выводе США из соглашения было расценено как попытка удовлетворить только свою политическую базу, рискуя оттолкнуть демократов и независимых избирателей. Эта стратегия отличается от типичного подхода большинства президентов США, которые исторически пытались следовать центризму. The New York Times назвал это действие «смелой и рискованной стратегией», назвав Трампа первым президентом, который «правит без опоры на большинство населения с самого начала своего правления».
Совместный опрос Washington Post и ABC News, проведённый 2-4 июня 2017 обнаружил, что 59 % респондентов высказались против решения Трампа о выходе США из Парижского соглашения и только 28 % высказались в его поддержку. Аналогичный опрос по последствиям для американской экономики после выхода США из соглашений выдал следующие результаты: 42 % посчитали, что выход США повредит экономике, 32 % — что это поможет экономике, ещё 20 % процентов полагают, что выход США из Парижских соглашений никак не повлияет на экономику страны. Опрос показал резкое разделение среди партийной линии: 67 % республиканцев, но только 22 % независимых и 8 % демократов поддерживают решение Трампа.

### СМИ

#### Американские
The New York Times назвала решение Трампа «позорным» и заявила, что Трамп «ничего не знает или слабо понимает предупреждения о нарушении экологического равновесия».
Tampa Bay Times подвергла критике решение Трампа, написав, что наиболее подвержены угрозе изменения климата прибрежные районы, в частности, Флорида, которая уже сейчас страдает от повышения уровня моря, что наносит вред имуществу и инфраструктуре, возникают проблемы с питьевой водой. Detroit Free Press заявила, что президент США Дональд Трамп поставил под угрозу будущее наших детей, наших внуков, и нашей планеты.
Блумберг заявил, что под руководством Трампа США стали более безответственными.
Однако National Review поддержал Трампа.. Breitbart News также выразил поддержку решению американского президента.
Эрик Эриксон назвал выход из Парижского соглашения правильным ходом, поскольку изменение климата не является вопросом, который нужно решать. Дуглас Шен, напротив, заявил, что выход из Парижского соглашения «только ускоряет уход США с поста глобального политического и экономического лидера».

#### Иностранные
Британский The Guardian отметил, что принятое решение вряд ли задержит развитие возобновляемых источников энергии, добавив: «Гораздо более вероятно, что жертвой Трампа может стать американская экономика, которую он хочет защитить». британская газета The Independent также подвергла решение Трампа критике.
Канадская ежедневная газета Торонто стар охарактеризовала произошедшее как «вероятно, самый худший поступок, который Дональд Трамп совершал до сих пор».
Государственное информационное агентство Китая Синьхуа также подвергла критике решение американского президента.

## Протесты
В день объявления протестующие собрались у ворот Белого дома. Среди протестующих был Билл Най — популяризатор науки и телеведущий, известный умением делать научные термины более доступными для широкой общественности. Дом Джона Уилсона в Вашингтоне был зажжён в зелёный цвет в знак протеста против решения. Позднее зелёным цветом стали светиться: Всемирный торговый центр, мост Костюшко, ратуша Нью-Йорка, Бостонская и Монреальская мэрии, отель-де-Виль в Париже, Памятник Революции и Ангел независимости в Мехико. Протесты также прошли в Нью-Йорке, Майами, Сан-Диего, и Сиракьюосе.

## Внешние ссылки
- ParisMyState petition (петиция для присоединения штатов к Американскому климатическому альянсу)
- aljazeera.com (новостной сайт с отредактированной версией видео Белого дома)